# I Can't Realise You Love Me
Pour les articles homonymes, voir Love.
 (décembre 2020).
Clip vidéo
[vidéo] « I Can't Realise You Love Me - Duke Ellington », sur YouTube
I Can't Realise You Love Me (Je ne peux pas réaliser que tu m'aimes, en anglais) est une chanson d'amour standard de jazz Early Jazz, composée par Walter Donaldson et écrite par Buddy DeSylva. Elle est enregistrée en 1925 par les Savoy Orpheans (en), et Coon-Sanders Original Nighthawk Orchestra (en). Sa reprise par Duke Ellington en disque 78 tours chez Okeh Records de New York en 1931, est un des nombreux succès de l'important répertoire de sa carrière.

## Histoire

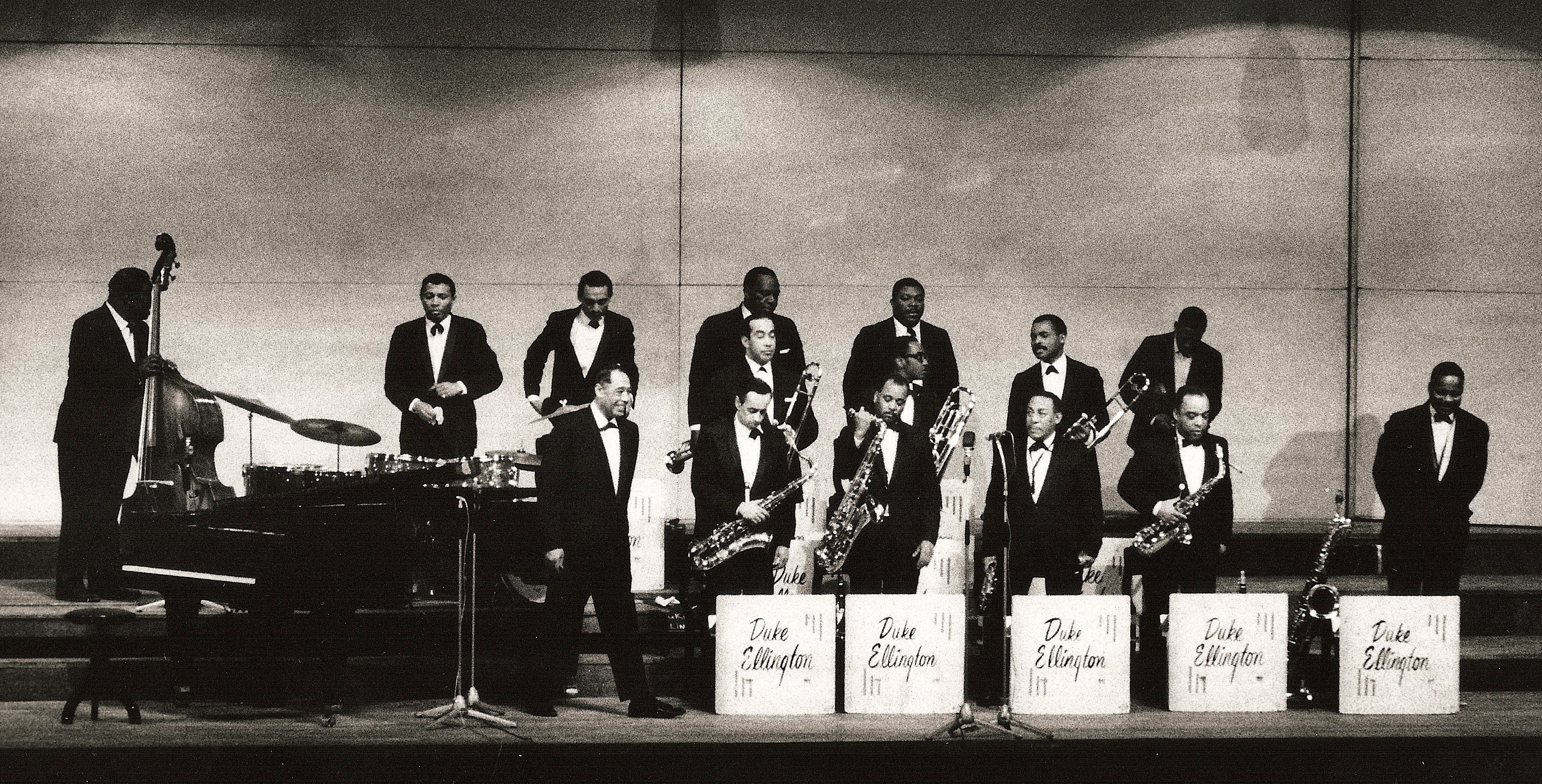
Duke Ellington et son orchestre big band jazz en 1963

Duke Ellington (1899-1974) débute sa prestigieuse carrière de star internationale de big band jazz en vedette de 1927 à 1931 au mythique Cotton Club de la Renaissance de Harlem de Manhattan à New York, avec d'importants succès en tournées, en audiences de radios nationales, et au cinéma avec son premier film musical Black and Tan, de Dudley Murphy de 1929... 
Ce standard de big band, réédité de nombreuses fois durant sa carrière, est un des nombreux succès de l'Ère du Jazz des Années folles-Roaring Twenties (années vrombissantes, ou années rugissantes) des années 1920 « Hier tu es venu vers moi, et quand tu m'as souri, dans mon cœur j'ai ressenti un frisson tu vois, tu dis à tous ceux que je connais, que je suis dans ton esprit partout où nous allons, ils ne peuvent pas croire que tu es amoureuse de moi. Je ne peux pas imaginer que tu m'aimes, je ne peux pas croire que tu es amoureuse de moi, tout cela me semble trop beau pour que ce soit vrai... »

## Single Duke Ellington
- Face A : I Can't Realise You Love Me
- Face B : I'm So In Love With You[8]